# Sudan i olympiska sommarspelen 1996
Sudan deltog i de olympiska sommarspelen 1996 med en trupp bestående av fyra deltagare, men ingen av dessa erövrade någon medalj.

## Friidrott
Herrarnas 5 000 meter
- Khmees Abdalla Seif Eldin
  - Kval — 14:15.21 (→ gick inte vidare, 13:e plats)

Herrarnas maraton
- Ahmed Adam Salih — 2:25.12 → (68:e plats)